# Hospital de la Fuenfría
El Hospital de la Fuenfría u Hospital La Fuenfría es un hospital público situado en Cercedilla, y forma parte del Servicio Madrileño de Salud (SERMAS). 
Es un hospital de media estancia que cuenta con Unidades de hospitalización de Recuperación Funcional, Cuidados Paliativos, Cuidados Continuos y una Unidad de Tratamiento Neurorrehabilitador. 

## Historia
El 1 de diciembre de 1921 se inauguró por el rey Alfonso XIII como sanatorio antituberculoso. Fue diseñado por el arquitecto Antonio Palacios.

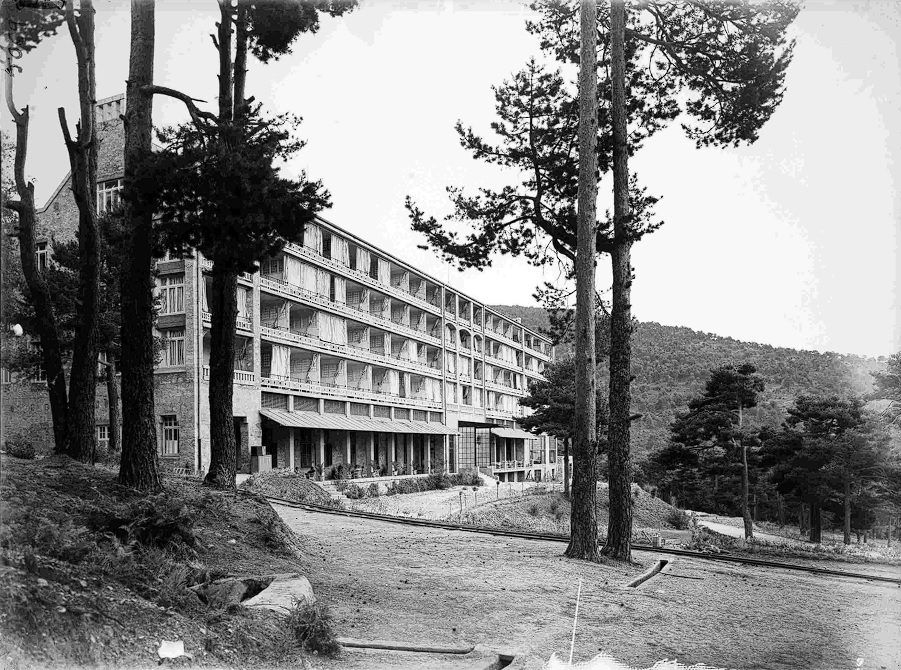
Fachada del Sanatorio de la Fuenfría en 1926

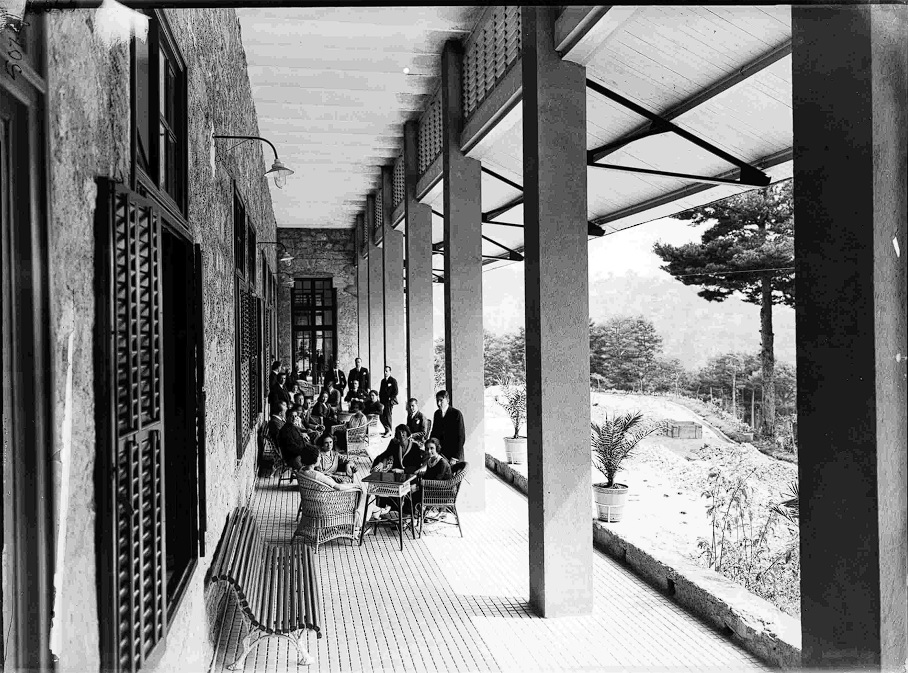
Vista del porche del Sanatorio de la Fuenfría

Durante la primera etapa de gestión privada (1920-1936) del que inicialmente se llamó Hotel-Sanatorio de la Fuenfría, una sociedad sanitaria privada dedicó el centro a la atención de enfermos de tuberculosis pulmonar, con una dotación inicial de 90 camas y  avanzados medios técnicos y humanos disponibles en la época.
Durante la Guerra Civil Española el centro fue utilizado como recurso asistencial médico-quirúrgico para los heridos, pero la proximidad del frente y los intensos bombardeos que alcanzaron la zona obligó a la evacuación de los pacientes y posteriormente tuvo un funcionamiento discontinuo de la actividad asistencial hasta 1949. 
Entre 1950 y 1984 atraviesa por su etapa de fundación. En noviembre de 1950, al amparo del artículo 38 del Decreto de 26 de mayo de 1943, se constituye la Fundación denominada Sanatorio de la Fuenfría, financiada por la Caja de Compensación y Reaseguro de las Mutualidades Laborales, continuando su actividad con el tratamiento médico-quirúrgico de mutualistas afectados por lesiones pulmonares o enfermedades del aparato respiratorio, como la silicosis.
Durante esta época, el hospital se abrió con 250 camas y llegó a tener 316.
De 1969 a 1971 se acomete una importante reforma del centro y modernización de su equipamiento, dándosele la entidad jurídica como Fundación Laboral el 21 de octubre de 1972. Desaparecida la Caja de Compensación se hace cargo de la financiación y tutela del sanatorio el Servicio de Mutualismo Laboral. Para entonces el número de camas llegó a 422.
En 1980 se inicia la gestión para transferirse al Instituto Nacional de la Salud, por lo que la Dirección General de Cooperativas y Fundaciones Laborales extingue a la Fundación en 1984 (causa baja en el registro el 14 de mayo de 1985).
La gestión del hospital por parte de INSALUD incluye desde 1985 a 2002, que en sus inicios mantuvo el centro a la mitad de funcionamiento dedicándose a la atención de enfermos de cuidados mínimos y terminales, llegando así a ocuparse tres plantas. El centro dependía del Hospital Universitario La Paz y era utilizado como una unidad más de hospitalización del mismo.
En 1995, se planearon las obras de remodelación, que finalizaron en 1998, con un presupuesto total de 500 millones de pesetas. Simultáneamente se diseña una nueva oferta asistencial como hospital de apoyo.
El 27 de diciembre de 2001, queda definitivamente integrado en la Red Sanitaria Única de la Comunidad de Madrid en su Instituto Madrileño de Salud y posteriormente en el actual Servicio Madrileño de Salud.

## Cobertura asistencial
La actividad del hospital se basa en el tratamiento de pacientes derivados desde los hospitales de agudos de la Comunidad de Madrid, que son remitidos para su tratamiento en las distintas unidades, en función de su patología, a través de la Unidad de Coordinación de Media Estancia del Servicio Madrileño de Salud, siendo la población de referencia y el ámbito geográfico del hospital toda la Comunidad de Madrid.

## Cartera de servicios
| - Geriatría - Medicina Interna - Unidad de Recuperación Funcional - Cuidados Paliativos – Unidad de Hospitalización - Unidad de Cuidados Continuos - Unidad de Tratamiento Neurorehabilitador - Unidad de Tuberculosis | - Farmacia Hospitalaria - Medicina Preventiva y Salud Pública - Psicología Clínica |

## Personal
En el hospital trabajan alrededor de 368 profesionales. Cuenta con:
- Área Médica - Facultativos, 23;
- Área Enfermería, 195;
- Otro personal (Fisioterapeutas, terapeutas ocupacionales, auxiliares...), 149.

### Docencia
Es uno de los centros de referencia para la formación de profesionales sanitarios de la Universidad Europea de Madrid y la Universidad Francisco de Vitoria.

## Instalaciones y recursos
El centro se encuentra construido sobre una parcela de 2,2 hectáreas y está constituido por un edificio de 6.492 metros cuadrados monobloque de hospitalización, en 4 plantas asistenciales y una de dirección y servicios centrales con 2.900 metros cuadrados, un edificio anexo de 600 metros cuadrados que alberga los servicios generales y de gestión; y  un edificio independiente que era el antiguo salón-capilla del Hospital y que, tras reformas, es ahora un gimnasio de rehabilitación.
El hospital dispone de:
- Camas, 192;
- Ecógrafos, 1;
- Salas de radiografía, 1.

### Acceso
Al Hospital La Fuenfría se puede llegar en transporte público. 
- Renfe Cercanías: . Estación de Cercedilla.

- Líneas de Autobús: Líneas desde Madrid  (Intercambiador de Moncloa) 684

- Autobuses urbanos (Cercedilla) 1 Parada de bus Hospital La Fuenfría.

Se puede acceder desde Segovia o Madrid por la autovía  A-6 .